# Dolors Grau i Ferrando
Dolors Grau i Ferrando (Llagostera, Gironès, 1961) és una arxivera catalana. Llicenciada en història i màster en arxivística i està vinculada professionalment als sectors de la investigació i el periodisme.
Especialista en la història de la fotografia, ha centrat la seva recerca en l'estudi dels fotògrafs de les comarques gironines. L'any 1995 va presentar el treball de recerca Un diccionari de fotògrafs. Ha fet l'estudi de la col·lecció d'imatges de l'Arxiu Municipal de Palafrugell i la instal·lació del fons Ferrer i el fons Granés. Ha publicat articles de fotògrafs a la premsa i ha presentat comunicacions a les Jornades Antoni Varés (1994) de Girona i a les Jornades Lluís Esteva i Cruañas (1995) de Sant Feliu de Guíxols, a més de ser autora d'obres de diversa temàtica.